# Lebenshaltungskosten
Lebenshaltungskosten sind in der Volkswirtschaftslehre und Wirtschaftsstatistik Ausgaben der Privathaushalte für die Lebensführung.
Auch wenn sie so heißen, Lebenshaltungskosten sind keine Kosten, denn sie sind nicht unmittelbar durch den Einsatz von Produktionsfaktoren entstanden. Es handelt sich vielmehr um diejenigen Ausgaben, die ein Privathaushalt im Rahmen seines Einkommens bei ordnungsmäßiger Wirtschaftsführung für Ernährung, Wohnung, Heizung, Verkehrsmittel und kulturelle Bedürfnisse aufbringen muss. Als Ausgaben wirken sie sich daher auf die private Liquiditätsrechnung aus.

## Arten
Zur Ermittlung der Lebenshaltungskosten verwenden nationale Statistikämter (in Deutschland das Statistische Bundesamt, in Österreich Statistik Austria, in der Schweiz das Bundesamt für Statistik) einen so genannten Warenkorb. Hierunter wird in der Preisstatistik diejenige repräsentative Güterauswahl verstanden, die sämtliche Güter und Dienstleistungen des Geltungsbereiches des jeweils betreffenden Preisindex repräsentiert. Die Zusammensetzung des Warenkorbs wird im Regelfall nach fünf Jahren überprüft. Beim Verbraucherpreisindex befinden sich auf der oberen Ebene des Warenkorbs in Deutschland rund 650 veröffentlichte Güterarten wie beispielsweise:
| Konsumgut         | Arten                                            | Beispiele                                                                   |
| ----------------- | ------------------------------------------------ | --------------------------------------------------------------------------- |
| Wohnung           | Wohnungsmiete, Möbel                             | Energiekosten, Nebenkosten, Haushaltsgeräte, Elektrogeräte                  |
| Ernährung         | Nahrungsmittel, Genussmittel                     | Lebensmittel, Getränke alkoholische Getränke, Tabakwaren Haltung von Tieren |
| Kleidung          | Beruf: Arbeitskleidung Freizeit: Sportbekleidung | Oberbekleidung, Unterwäsche, Schuhe                                         |
| Körperpflege      | Friseur                                          | Körperpflegemittel                                                          |
| Verkehrsmittel    | Transportmittel                                  | öffentliche Verkehrsmittel, Verkehrsmittel des Individualverkehrs           |
| Kultur            | Veranstaltungen Bildung und Ausbildung           | Konzerte, Sport; Reisen, Weiterbildung, Zeitungen                           |
| Telekommunikation | Fernsehen, Radio Mobiltelefon, Telefon           | Rundfunkabgabe Gebühren                                                     |

Die im Warenkorb vorhandenen Güter und Dienstleistungen werden nicht gleichwertig behandelt, sondern einer Gewichtung unterzogen, die ungefähr den Konsumgewohnheiten eines Privathaushalts entspricht. Die Gewichtung wird nach dem Anteil einer bestimmten Güterart an den gesamten Konsumausgaben eines Haushalts bestimmt. Da jedoch beispielsweise die Ausgaben für die (oft obligatorische) Krankenversicherung im Warenkorb fehlen, enthalten die Lebenshaltungskosten nicht alle Ausgaben für einen Haushalt.

## Berechnung
Der Warenkorb setzt sich aus einer nach Art und Umfang mittelfristig gleichbleibenden Menge von Gütern und Dienstleistungen zusammen, um eine Veränderung der Konsumausgaben unabhängig von der Änderung der Konsumgewohnheiten bestimmen zu können.
Die für den Warenkorb relevanten Konsumausgaben werden von einigen, als repräsentativ eingestuften Privathaushalten aufgezeichnet und vom Statistischen Bundesamt im monatlichen Turnus ausgewertet. Die Lebenshaltungskosten sind an sich statistisch nicht messbar, weil das Konsumniveau nicht allein von der Haushaltsgröße und dessen Einkommen abhängt, sondern auch von der Zusammensetzung des Haushalts nach beruflichen und sozialen Standards und von regionalen Lebensverhältnissen. Um die unterschiedlichen Größen der Privathaushalte zu berücksichtigen, wird der Warenkorb unter anderem für einen 4-Personen-, 2-Personen-, Einpersonen-, Rentner- und Sozialhilfeempfänger-Haushalt ermittelt.
Berücksichtigt werden in der deutschen Preisstatistik unter anderem folgende Methoden zur Qualitätsbereinigung:
- Direkter Preisvergleich (englisch Direct Price Comparison),
- Mengenbereinigung (englisch Package Size Adjustment),
- Expertenurteil (englisch Judgemental quality adjustment),
- Hedonische Techniken (englisch Hedonics),
- Preisänderung interpretiert als reine Qualitätsänderung (englisch Price change taken as quality change).

So werden Mengenveränderungen durch die Angabe des Preises in Gramm oder Liter identifiziert, um eine verdeckte Inflation zu berücksichtigen. Diese liegt vor, wenn zwar der Preis irgendeines Produktes gleich bleibt, sich die hierfür erhältliche Menge jedoch verringert hat (beispielsweise statt 100 Gramm nur noch 80 Gramm für 4,99 Euro).

## Anwendung
Die volkswirtschaftliche Kennzahl der Lebenshaltungskosten wird bei der Berechnung der Preisindices (in Deutschland: Lebenshaltungskostenindex, Verbraucherpreisindex; in Österreich: Verbraucherpreisindex, in der Schweiz:
Landesindex der Konsumentenpreise) verwendet. Auf Ebene der EU-Mitgliedstaaten wird von Eurostat ein harmonisierter Verbraucherpreisindex nach EU-einheitlichen Regeln berechnet. Der Lebenshaltungskostenindex dient unter anderem als Wertsicherungsklausel bei Dauerschuldverhältnissen wie der Indexmiete.

## Steuerrecht
Lebenshaltungskosten sind im Einkommensteuerrecht Aufwand für den täglichen Bedarf des Steuerpflichtigen und seiner Familienangehörigen, die im Gegensatz zu Betriebsausgaben und Werbungskosten als „Aufwendungen der Lebensführung“ nicht abzugsfähig sind (§ 12 Nr. 1 EStG) mit Ausnahme zugelassener Sonderausgaben (§ 10 EStG), außergewöhnlicher Belastungen (§ 33 ff. EStG) und Repräsentationsaufwendungen für betriebliche oder berufliche Zwecke.

## Wirtschaftliche Aspekte
Aus den monatlichen Veränderungen des Preisindexes ergibt sich die Inflationsrate (oder Deflationsrate), die in weiten Teilen der Wirtschaft als Entscheidungsgrundlage herangezogen wird. Mit der Inflationsrate wird die Erfüllung des Staatsziels der Preisniveaustabilität gemessen (Art. 127 AEUV, § 1 StabG).
Verschiedene Güter- oder Dienstleistungsarten des Warenkorbs und damit der Lebenshaltungskosten wirken dann als Werttreiber oder Kostentreiber, wenn sie eine hohe Gewichtung besitzen wie bei Energiekosten oder Mietkosten. Erhöhen diese sich überproportional zur Inflationsrate, so erhöht sich die Konsumquote eines Privathaushalts, ohne dass eine mengenmäßige Erhöhung des Konsums stattgefunden hat. Der Anteil der Konsumausgaben für Lebensmittel am Gesamteinkommen wird im Engelschen Gesetz des Ernst Engel, der Anteil der Ausgaben für Wohnung (Wohnungsmiete und Nebenkosten) im Schwabeschen Gesetz des Hermann Schwabe und in der Mietbelastungsquote berücksichtigt.

## International
Lebenshaltungskosten in Städten
Zu den Spitzenreitern im Städtevergleich bezüglich Höhe der Lebenshaltungskosten gehören nach dem vom The Economist herausgegebenen cost of living index Zürich und Singapur (je Platz 1), Genf und New York (je Platz 3), Hongkong (5), Los Angeles (6), Paris (7), Kopenhagen und Tel Aviv (je Platz 8) und San Francisco (10). Auf den letzten Rängen und somit die günstigsten Städten gehören demnach Tripolis (171), Teheran (172) und Damaskus (173).
Lebenshaltungskosten in der EU
Gegenüber den durchschnittlichen Lebenshaltungskosten 2018 über alle 26 EU-Staaten ergeben sich aufgrund der Datenlage des deutschen Statistischen Bundesamtes und des Statistischen Amtes der Europäischen Union folgende Abweichungen. (Mit im Vergleich sind die Lebenshaltungskosten im Bezug auf den EU-Durchschnitt der Nicht-EU-Staaten Island, Schweiz, Norwegen und Vereinigtes Königreich.)
| Staat                  | Abweichung gegenüber dem EU-Durchschnitt |
| ---------------------- | ---------------------------------------- |
| Island                 | +56,1 %                                  |
| Schweiz                | +51,9 %                                  |
| Norwegen               | +47,7 %                                  |
| Dänemark               | +37,9 %                                  |
| Irland                 | +27,3 %                                  |
| Luxemburg              | +26,6 %                                  |
| Finnland               | +22,5 %                                  |
| Schweden               | +18,5 %                                  |
| Vereinigtes Königreich | +16,5 %                                  |
| Niederlande            | +12,1 %                                  |
| Belgien                | +11,1 %                                  |
| Frankreich             | +10,3 %                                  |
| Österreich             | +9,6 %                                   |
| Deutschland            | +4,3 %                                   |
| Italien                | +0,6 %                                   |
| Spanien                | −7,5 %                                   |
| Zypern                 | −11,2 %                                  |
| Portugal               | −13,2 %                                  |
| Slowenien              | −15,1 %                                  |
| Griechenland           | −15,8 %                                  |
| Malta                  | −17,8 %                                  |
| Estland                | −19,9 %                                  |
| Lettland               | −26,2 %                                  |
| Tschechien             | −29,2 %                                  |
| Slowakei               | −29,8 %                                  |
| Kroatien               | −31,8 %                                  |
| Litauen                | −34,3 %                                  |
| Ungarn                 | −37,6 %                                  |
| Polen                  | −42,6 %                                  |
| Rumänien               | −47,2 %                                  |
| Bulgarien              | −49,4 %                                  |

## Historische Vergleiche der Lebenshaltungskosten
Die Bewertung von Lebensstandards in vorindustrieller Zeit und erst recht die Umrechnung historischer Wertbezifferungen und Preise auf heutige Äquivalente erfordern höchst differenzierende Vorgehensweisen. Kein Maßstab gilt überall gleich: Unterschiede zwischen lebensnotwendigem und standesnotwendigem Auskommen, regional und zeitlich viel extremer als heutzutage schwankende Lebensmittelpreise und Arbeitslöhne oder ganz unterschiedlich zusammenstellbare Warenkörbe erschweren einen direkten Vergleich von Angaben aus historischen Quellen untereinander und mit heutigen Verhältnissen. Gleichwohl hat die sozial- und kulturgeschichtliche Forschung methodisch und quantifizierend versucht, sozialgeschichtliche Unterschiede und Entwicklungen darzustellen.